# Succinimidă
Succinimida (IUPAC: pirolidin-2,5-dionă) este un compus organic cu formula chimică (CH2)2(CO)2NH. Este un solid alb, utilizat în sinteza organică și în unele procese industriale de placare. Este o imidă a acidului succinic și poate fi obținută în urma reacției de descompunere termică a succinatului de amoniu.